# BA Lynx Liberecko
BA Lynx Liberecko (celým názvem: Basketbalová Akademie Lynx Liberecko) je česká basketbalová akademie, která sídlí v Libereckém kraji, převážně v Liberci. Založena byla v roce 2016 pod názvem BA Lynx Liberec. 
Své domácí zápasy odehrává ve sportovní hale Kort s kapacitou 60 diváků.

## Hodnoty akademie

### Vášeň[1]

###### Vášeň a zaujetí pro věc
Emoce, která nám dává častokrát sílu překonávat vlastní limity a výzvy s tím spojené. I proto je vášeň a zaujetí pro věc základním předpokladem pro zlepšování se v dané věci nebo v oboru. U všech příchozích (trenéři, hráči, rodiče, vedení) se snažíme zažehnout jiskru, protože ta nás posouvá neustále dál. Vášeň a nasazení je pro nás základním hodnotícím kritériem.

### Pozitivita

###### Pozitivní myšlení a nálada
Pozitivní okolí je nezbytné pro zdraví růst a umožňuje maximální rozvoj jedince. Aby toto mohlo nastat je nezbytné myslet pozitivně a to na všech úrovních klubu. Ne nadarmo se říká: “s úsměvem jde všechno líp”.

### Sebezdokonalování

###### Nikdy se nespokojit s tím co je, ale chtít na sobě nadále pracovat
Nikdy se nespokojit s tím, co je, ale chtít na sobě neustále pracovat a nevyžadovat to jen po sobě, ale i po ostatních.

### Respekt

###### Slušnost a vstřícnost
Slušnost a vstřícnost je pro nás základem kvalitní komunikace a způsobem, jak sdílet informace s ostatními jedinci, proto bychom měli mít respekt k sobě samému, spoluhráči, trenérovi, klubu, soupeři, rozhodčím a hře.

### Nezištnost

###### Nedělat věci s cílem osobního zisku
Věříme, že povýšení cílů ostatních nad své vlastní zájmy, je cestou pro neustálý rozvoj, i proto jsou pro nás zápasy vnímány jako cesta k rozvoji jedince a ne jako cesta za úspěchem za každou cenu.